# Tahiti plage (Mayotte)
Tahiti plage (souvent appelé Mtsagnougni par les Mahorais) est une plage qui est située au centre-ouest de Grande-Terre, à Mayotte, dans la commune de Sada. 

## Description
Elle figure parmi les plages les plus connues et fréquentées de Mayotte. Elle s’étend approximativement sur 800 mètres.
A l’entrée de « Mtsagnougni » se trouve un restaurant, le Kamvavo, dans un décor naturel (toit en feuilles de cocotier tressé, des chaises faites à base de bois de cocotier).

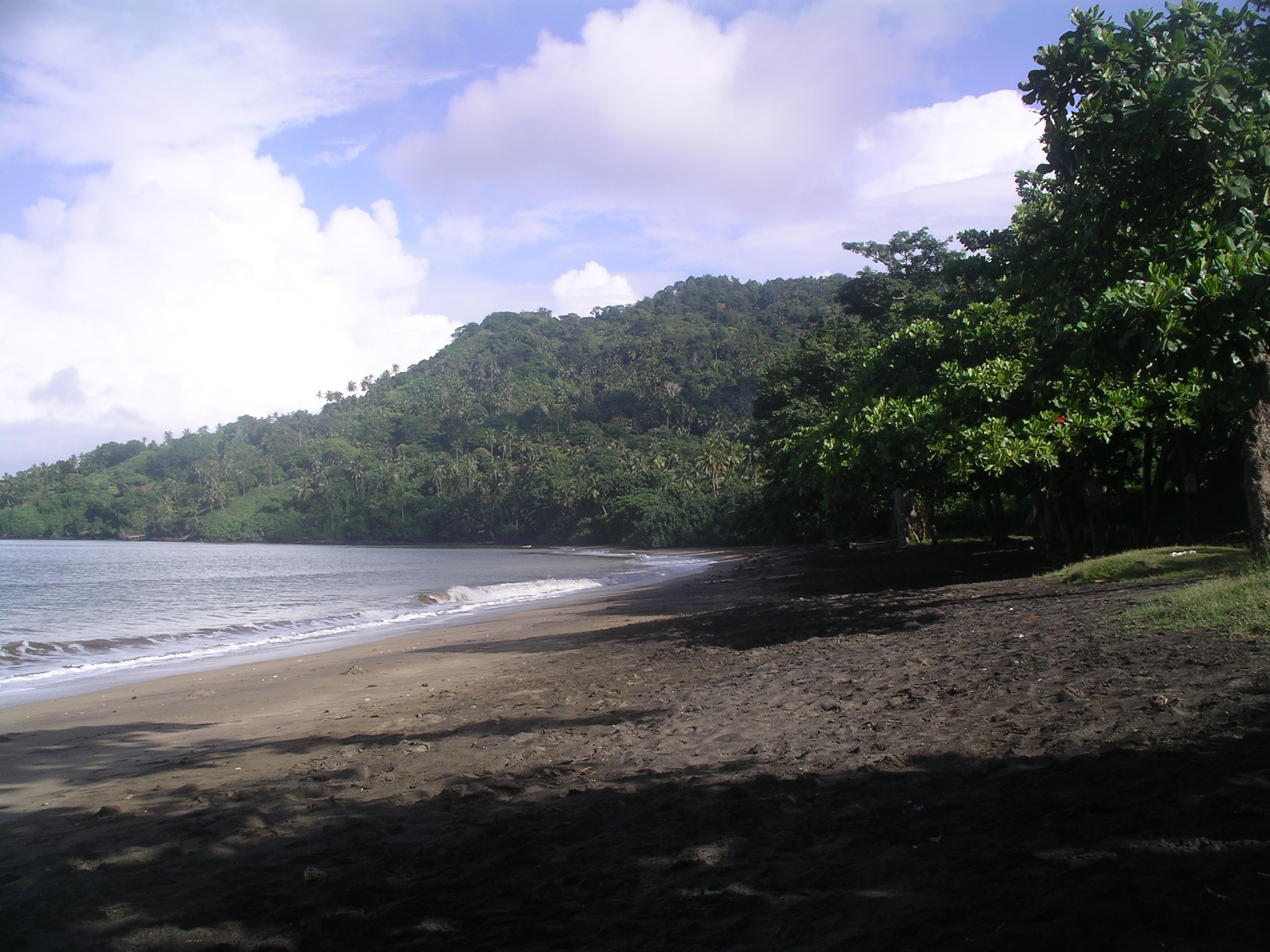
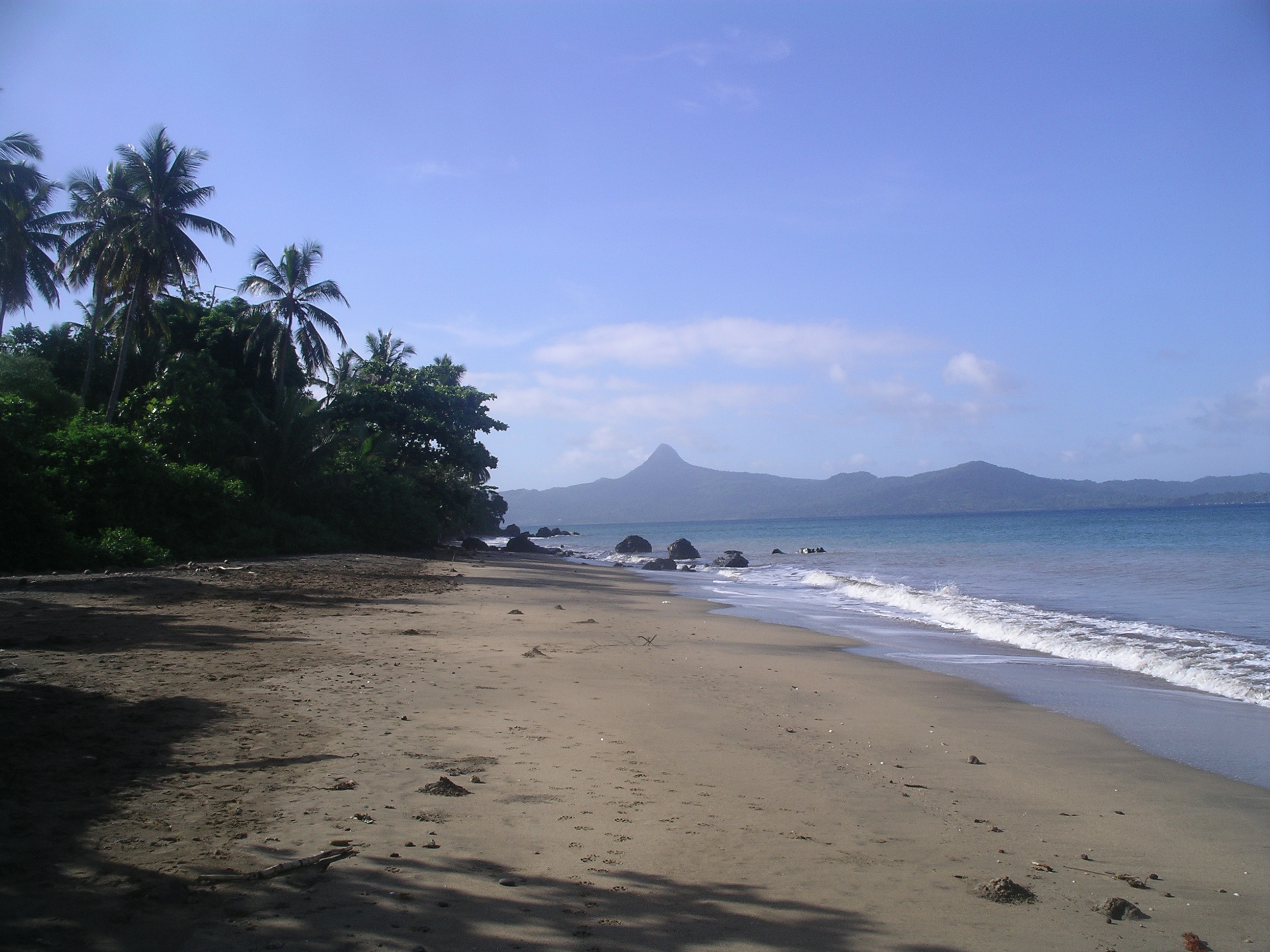
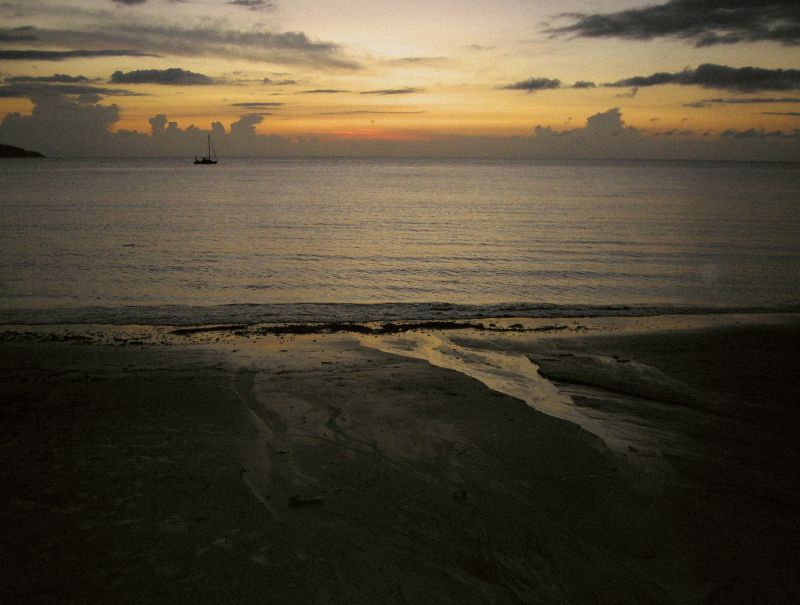